# Ronde van België 2005
De Ronde van België 2005 werd gehouden van 25 mei tot en met 29 mei in België. Het was de 75ste editie van deze rittenkoers, die in 2002 werd geherintroduceerd. De ronde telde zes etappes. In totaal moesten de renners 850,1 kilometer overbruggen. De koers maakte deel uit van de UCI Europe Tour 2005 (categorie 2.1). Titelverdediger was de Fransman Sylvain Chavanel.

## Etappe-overzicht
| etappe | datum  | start        | finish           | afstand | winnaar           | klassementsleider |
| ------ | ------ | ------------ | ---------------- | ------- | ----------------- | ----------------- |
| 1e     | 25 mei | Oostende     | Oostende         | 155 km  | Tom Boonen        | Tom Boonen        |
| 2e     | 26 mei | Oostende     | Knokke-Heist     | 165 km  | Tom Boonen        | Tom Boonen        |
| 3e A   | 27 mei | Knokke-Heist | Buggenhout       | 108 km  | Jurgen Van Loocke | Tom Boonen        |
| 3e B   | 27 mei | Buggenhout   | Londerzeel (ITT) | 15 km   | Ondřej Sosenka    | Tom Boonen        |
| 4e     | 28 mei | Londerzeel   | Visé             | 232 km  | Jan Kuyckx        | Tom Boonen        |
| 5e     | 29 mei | Visé         | Putte            | 175 km  | Stefan van Dijk   | Tom Boonen        |

## Etappe-uitslagen

### 1e etappe
| Oostende – Oostende (155 km) |                   |            |          |
| Plaats                       | Naam              | Ploeg      | Tijd     |
| Winnaar                      | Tom Boonen        | Quick Step | 3u30'03" |
| 2                            | Danilo Napolitano | Team LPR   | z.t.     |
| 3                            | Lénaïc Olivier    | Agritubel  | z.t.     |

### 2e etappe
| Oostende – Knokke-Heist (165 km) |                   |                      |          |
| Plaats                           | Naam              | Ploeg                | Tijd     |
| Winnaar                          | Tom Boonen        | Quick Step           | 3u47'05" |
| 2                                | Mychajlo Chalilov | Team LPR             | z.t.     |
| 3                                | Niko Eeckhout     | Chocolade Jacques-TI | z.t.     |

### 3e etappe (A)
| Knokke-Heist – Buggenhout (108 km) |                   |                         |          |
| Plaats                             | Naam              | Ploeg                   | Tijd     |
| Winnaar                            | Jurgen Van Loocke | Landbouwkrediet-Colnago | 2u25'10" |
| 2                                  | Tom Boonen        | Quick Step              | z.t.     |
| 3                                  | Danilo Napolitano | Team LPR                | z.t.     |

### 3e etappe (B)
| Buggenhout – Londerzeel (individuele tijdrit over 15 km) |                |                 |        |
| Plaats                                                   | Naam           | Ploeg           | Tijd   |
| Winnaar                                                  | Ondřej Sosenka | Acqua & Sapone  | 18'42" |
| 2                                                        | Tom Boonen     | Quick Step      | + 7"   |
| 3                                                        | Bert Roesems   | Davitamon-Lotto | z.t.   |

### 4e etappe
| Londerzeel – Visé (232 km) |                  |                      |          |
| Plaats                     | Naam             | Ploeg                | Tijd     |
| Winnaar                    | Jan Kuyckx       | Davitamon-Lotto      | 5u14'44" |
| 2                          | Steven Caethoven | Chocolade Jacques-TI | z.t.     |
| 3                          | Stefan van Dijk  | MrBookmaker.com      | z.t.     |

### 5e etappe
| Visé – Putte (175 km) |                   |                         |          |
| Plaats                | Naam              | Ploeg                   | Tijd     |
| Winnaar               | Stefan van Dijk   | MrBookmaker.com         | 3u54'58" |
| 2                     | Jeremy Hunt       | MrBookmaker.com         | z.t.     |
| 3                     | Jurgen Van Loocke | Landbouwkrediet-Colnago | z.t.     |

## Eindklassementen
| Algemeen klassement |                     |                        |           |
| Plaats              | Naam                | Ploeg                  | Tijd      |
| Zilveren trui       | Tom Boonen          | Quick Step             | 19u10'25" |
| 2                   | Bert Roesems        | Davitamon-Lotto        | +00'24"   |
| 3                   | Linas Balčiūnas     | Agritubel              | +00'33"   |
| 4                   | Laurens ten Dam     | Shimano-Memory Corp    | +00'53"   |
| 5                   | Niko Eeckhout       | Chocolade Jacques      | +00'58"   |
| 6                   | José Pecharroman    | Quick Step             | +01'08"   |
| 7                   | Maksim Roedenko     | Jartazi Granville Team | +01'17"   |
| 8                   | Wouter Van Mechelen | Chocolade Jacques      | +01'19"   |
| 9                   | Denys Kostyuk       | Jartazi Granville Team | z.t.      |
| 10                  | Erwin Thijs         | MrBookmaker.com        | +01'23"   |

| Puntenklassement |                 |                   |        |
| Plaats           | Naam            | Ploeg             | Punten |
| Groene trui      | Tom Boonen      | Quick Step        | 104    |
| 2                | Niko Eeckhout   | Chocolade Jacques | 90     |
| 3                | Stefan van Dijk | MrBookmaker.com   | 86     |

| Sprintklassement |                 |                   |        |
| Plaats           | Naam            | Ploeg             | Punten |
| Witte trui       | Niko Eeckhout   | Chocolade Jacques | 40     |
| 2                | Erwin Thijs     | MrBookmaker.com   | 29     |
| 3                | Wim Vansevenant | Davitamon-Lotto   | 18     |

| Ploegenklassement |                             |           |
| Plaats            | Ploeg                       | Tijd      |
|                   | Davitamon-Lotto             | 57u34'24" |
| 2                 | Chocolade Jacques-T Interim | +00' 33"  |
| 3                 | Rabobank (wielerploeg)/2005 | +00' 41"  |